# Tuvalu vid världsmästerskapen i friidrott 2022
Tuvalu tävlade vid världsmästerskapen i friidrott 2022 i Eugene i USA mellan den 15 och 24 juli 2022. Tuvalu hade en trupp på en idrottare.

## Resultat

### Herrar
Gång- och löpgrenar
| Idrottare      | Gren      | Inledande omgång | Inledande omgång | Försöksheat      | Försöksheat      | Semifinal        | Semifinal        | Final            | Final            |
| Idrottare      | Gren      | Resultat         | Placering        | Resultat         | Placering        | Resultat         | Placering        | Resultat         | Placering        |
| -------------- | --------- | ---------------- | ---------------- | ---------------- | ---------------- | ---------------- | ---------------- | ---------------- | ---------------- |
| Karalo Maibuca | 100 meter | 11,46 0SB0       | 19               | Gick inte vidare | Gick inte vidare | Gick inte vidare | Gick inte vidare | Gick inte vidare | Gick inte vidare |